# Jakob Tydäus
Jakob Tydäus (auch Tide, Tiede, Tyde, Tydaei; * 24. März 1628 in Memel; † 27. September 1700 in Fischhausen) war ein deutscher Historiker und lutherischer Theologe.

## Leben
Tydäus besuchte das Gymnasium in Danzig, wo er 1649 mit der Verteidigung der Dissertation De Justitia Universali auf sich aufmerksam machte. Am 6. Mai 1650 immatrikulierte er sich an der Universität Wittenberg und nahm ein Studium der Theologie auf. Dazu durchlief er den Sitten der Zeit entsprechend ein philosophisches Grundlagenstudium.
An der philosophischen Fakultät in Wittenberg unterrichteten damals August Buchner in Dichtkunst und Rhetorik, Michael Wendler (1610–1671) in Ethik, Reinhold Franckenberger in Geschichte, Andreas Sennert in Philosophie, Christian Trentsch (1605–1677) in Logik, Johann Sperling in Physik und Nikolaus Pompeius (1591–1659) sowie Christoph Notnagel in Mathematik. Zudem dürfte er auch die Vorlesungen an der theologischen Fakultät bei den damaligen Professoren Abraham Calov, Johannes Meisner, Johannes Scharff und Andreas Kunad besucht haben.
Nachdem er unter Nikolaus Pompeius 1653 die Dissertation Exercitatio Physica De Vita Et Morte verteidigt hatte, wechselte er im Juli 1654 an die Universität Rostock. Hier erwarb er am 9. Oktober 1656 den akademischen Grad eines Magisters der Philosophie und wurde 1657 in den Senat der philosophischen Fakultät aufgenommen. Ihm wurde eine außerordentliche Professur der Theologie angetragen. Jedoch kehrte er 1658 wieder in seine ostpreußische Heimat zurück, wo er 1659 als Adjunkt des Sigismund Weier an der Universität Königsberg eine Hochschullehrertätigkeit fand. Dessen Professur der Geschichte übernahm er 1661 und im Sommersemester 1668 beteiligte er sich als Rektor der Alma Mater auch an deren organisatorischen Aufgaben. Die Zerstörungen des Krieges bis zum Frieden von Oliva 1660 nötigten ihn, seine Professur aufzugeben und 1669 ein Amt als Erzpriester in Fischhausen anzutreten, das er bis zu seinem Lebensende innehatte.

## Werke
- De ente infinito.
- Quatenus lumine naturae cognosci potest.
- Dependentia causae secundae a prima.
- Statua salaria über Mos. 19, 26.
- De ritu sepulcrali veterum.

## Weblink
- Druckschriften von und über Jakob Tydäus im VD 17.